# Aimée du Buc de Rivéry

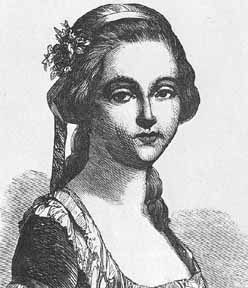
Aimée du Buc de Rivéry

Aimée du Buc de Rivéry (geboren am 19. Dezember 1768 in Trois-Îlets bei Fort-de-France auf Martinique; verschollen um 1788) war eine französische Adlige. Legenden zufolge war sie unter dem Namen Nakşidil Mätresse von Sultan Abdülhamid I., Mutter von Mahmud II. und Valide Sultan von 1808 bis 1817, dies ist jedoch ohne historische Basis.

## Leben
Aimée du Buc de Rivéry war die Tochter eines wohlhabenden Plantagenbesitzers auf der Insel Martinique. Nachdem Aimée in einer Klosterschule bei Nantes erzogen wurde, sollte sie per Schiff zurück nach Hause fahren. Auf dem Weg dorthin ging das Schiff verloren.
Es bestand eine entfernte familiäre Beziehung zu Joséphine de Beauharnais (1763–1814) aufgrund von deren Ehe mit Alexandre de Beauharnais. Aimée gilt damit als angeheiratete Cousine (zweiten Grades) der späteren Kaiserin der Franzosen, was in Verbindung mit ihrem ungeklärten Verschwinden zur Entstehung einer Legende beitrug.

## Legende
Grundlage der Legende ist die Annahme, Aimée du Buc de Rivéry könnte von mutmaßlichen Berber-Piraten, die ihr Schiff versenkt hätten, versklavt worden sein. Als Sklavin könnte sie dann als Geschenk des Bey von Algier an den osmanischen Sultan Abdülhamid I. (1725–1789) nach Istanbul geschickt worden sein. Die Mutter des späteren Sultans Mahmud II. (1785–1839), Nakşidil (1768–1817), wäre unter diesen Annahmen möglicherweise identisch mit der vermissten Aimée.
Der Legende zufolge kam Aimée in den Harem von Abdülhamid I. und bekam, wie üblich, einen neuen, türkischen Namen zugewiesen, Nakşidil (Nakshidil, Nakş-î Dil). Um sie an ihre Heimat zu erinnern, soll der Sultan einige Räume im Topkapı-Palast in einen eleganten französischen Rokoko-Stil eingerichtet haben. Während sie oberflächlich islamischen Riten folgte, habe sie dennoch auch den christlichen Glauben behalten und diesen gegen ihr Lebensende sogar offen praktizieren dürfen. Varianten der Legende platzieren Aimée auch im Harem von Abdülhamids Nachfolger Selim III.
Sie soll dem Sultanssohn Französisch beigebracht haben, direkt oder indirekt für die gesellschaftlichen und militärischen Reformen unter Selim III. und Mahmud II. verantwortlich gewesen sein wie auch dafür, dass das Osmanische Reich eine ständige Botschaft in Paris einrichtete. Die inneren Reformen seien zudem der Grund für eine Palastrevolte der Janitscharen gewesen, der sie und die mit ihr verbündeten Männer bei Hof nur knapp entrannen.
Schließlich wird ihr sogar zugeschrieben, dass sie ihrem Sohn 1812 den Friedensschluss zwischen Russland und dem Osmanischen Reich diktiert habe, um Joséphine zu rächen, von der sich Napoleon zugunsten von Marie-Luise getrennt hatte. So habe der russische Zar alle Kräfte zum Kampf gegen Napoleon einsetzen können, und Aimée den Niedergang des Mannes verursacht, welcher ihre Cousine verließ.

## Hintergründe der Legende
Die Geschichte weist deutliche Parallelen zu Geschichten auf, die bereits im frühen 16. Jahrhundert kursierten, also bereits lange vor Aimées angeblicher Gefangennahme. Namen und Daten zu den angeblich gefangenen französischen Prinzessinnen existierten bei diesen Geschichten noch nicht; es handelte sich um Erfindungen osmanischer Hofbeamten, die von französischer Seite nicht dementiert wurden. Die so suggerierten Verbindungen zwischen osmanischem und französischem Herrscherhaus erschienen oberflächlich plausibel und wurden früh auch politisch verwendet, zumeist zur Rechtfertigung von politischen Allianzen zwischen Frankreich und dem Osmanischen Reich. Dies war auch der Fall bei Aimée du Buc de Rivery: Napoleon III. und Abdülaziz sollen aus der vermeintlichen weitläufigen Verwandtschaft gesellschaftliches und politisches Kapital geschlagen haben.
Die militärischen Reformen Mahmuds im Osmanischen Reich und auch der Friedensschluss mit Russland 1812 lassen sich nicht auf die historische Nakşidil zurückführen, von ihr ist nur (unsicher) überliefert, dass sie französische Mode und Möbel in Istanbul populär gemacht haben soll. Allerdings diente die Legende in Europa zur Festigung eines rückschrittlichen Orientbildes – osmanische Herrscher empfingen demnach ein modernes Weltbild erst durch die Erziehung durch ihre westliche Sklaven-Mutter. Nach dem Zweiten Weltkrieg wurde der Stoff in zahlreichen Romanen verwertet, die zur Verbreitung dieser Legende sowie anderer Harems-Mythen weiter beitrugen.
Es gilt als historisch gesichert, dass Aimée im Jahr 1788 noch in Frankreich weilte, während Mahmud II. 1785 geboren wurde. Diese Tatsache umschiffen zahlreiche Varianten der Legende so, dass Aimée erst 1788 gefangen genommen wurde und in Istanbul als Ersatz für die früh verstorbene leibliche Mutter Mahmuds fungierte. Doch auch hierfür existieren keine Belege.
Nach einem ebenfalls unzuverlässigen zeitgenössischen Bericht vom osmanischen Hof 1817 anlässlich ihres Todes sei Nakşidil, die Ziehmutter Mahmuds II., im Alter von zwei Jahren auf einem französischen Schiff gefangen genommen worden und dann in einem Harem aufgezogen worden. Hierbei kann es sich wiederum nicht um Aimée du Buc de Rivéry gehandelt haben, die ja im Alter von 20 Jahren entführt worden sein soll.
Verschiedene türkische Historiker nehmen allerdings mittlerweile an, dass Nakşidil kaukasischer (vermutlich georgischer) Abstammung gewesen sei.

## Literarische Verwertung
- Benjamin A. Morton: The Veiled Empress: An Unacademic Biography. G. P. Putnam’s Sons, New York 1923.
- Lesley Blanch: The Wilder Shores of Love. Simon and Schuster, New York 1954, ISBN 0-7867-1030-6.
- March Cost: The Veiled Sultan. Vanguard Press, New York 1969, ISBN 0-8149-0666-4.
- Barbara Chase-Riboud: Valide: A Novel of the Harem. New York, Avon, 1986, ISBN 0-688-04334-8.
- Janet Wallach: Serail. Goldmann Verlag, München 2004, ISBN 3-442-45638-X.
- Alev Croutier: Palast der Tränen. Dtv, München 2006, ISBN 3-423-20934-8.
- Maurizio Costanza: La Mezzaluna sul filo – La riforma ottomana di Mahmûd II. Marcianum Press, Venedig 2010, ISBN 978-88-6512-032-3.
- Michael von Griechenland: Sultana. Harper and Row, New York 1983, ISBN 0-380-68502-7. (Verfilmt 1989 als „Die Favoritin“)